# Arapiuns
Os arapiuns são um povo ameríndio que habita o estado brasileiro do Pará. Formam uma sociedade de 2204 indivíduos.